# 努瓦耶 (卢瓦雷省)
努瓦耶（法語：Noyers，法語發音：[nwaje]）是法国卢瓦雷省的一个市镇，位于该省中部偏东，属于蒙塔日区。

## 地理
努瓦耶（47°54'53"N, 2°31'24"E）面积18.06 平方千米，位于法国中央-卢瓦尔河谷大区卢瓦雷省，该省份为法国中北部省份，北起埃松省，西北接厄尔-卢瓦省，西南接卢瓦-谢尔省，南至涅夫勒省和谢尔省，东临约讷省，东北接塞纳-马恩省。
与努瓦耶接壤的市镇（或旧市镇、城区）包括：加蒂奈地区沙伊、库德鲁瓦、拉库尔马里尼、洛里斯、蒂莫里。

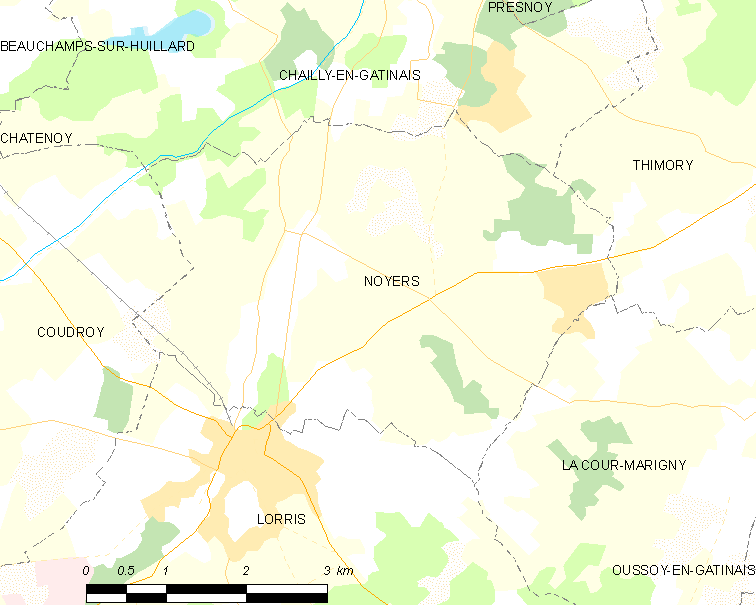
的OSM定位图

努瓦耶的时区为UTC+01:00、UTC+02:00（夏令时）。

## 行政
努瓦耶的邮政编码为45260，INSEE市镇编码为45230。

## 政治
努瓦耶所属的省级选区为洛里斯县。

## 人口

1962-2008年间人口变化图示

努瓦耶于2022年1月1日时的人口数量为743人。

## 交通
卢瓦雷省省道D38线、D738线和D961线在努瓦耶交汇。